# Апелляционный суд Верхнего Норрланда
Апелляционный суд Верхнего Норрланда (швед. Hovrätten för Övre Norrland) — апелляционный суд Швеции, в юрисдикции которого находятся провинции Вестерботтен и Норботтен. Суд расположен в городе Умео, в одном из старейших зданий в городе — одном из немногих каменных домов, которые были возведены до большого пожара, в 1888 году уничтожившего большую часть города.

## Здание
Здание суда представляет собой большой белый дом, построенный в 1886—1887 годах в стиле неоренессанса по проекту архитектора Йохана Нордкиста. Первые несколько лет здание использовалось как училище для обучения учителей. В здании находились кабинет директора, классные комнаты, аудитории и спортивный зал. Здание было окружено небольшим парком.
В 1920-е годы здание уже не использовалось как училище и в течение нескольких последующих лет служило общественным центром с библиотекой и музеем. Большой зал использовался как театр и концертный зал.
В 1950 году к дому с восточной и западной сторон были достроены дополнительные помещения. Впоследствии здание несколько раз подвергалось реконструкции, последний раз в 1999 году.

## Открытие суда
16 декабря 1936 года король Густав V открыл в нём апелляционный суд Верхнего Норрланда. Суд был отделён от Апелляционного суда Свеаланда в целях снижения нагрузки по рассматриваемым последним делам.

### Организация
С 2012 года президентом Апелляционного суда является Маргарет Бергстрём, сменившая Андерса Якобуса. Президент контролирует деятельность административной и судебной коллегий, координирует работу судей и аппарата суда.